# Incana incana
La prinia de Socotora (Incana incana) es una especie de ave paseriforme de la familia Cisticolidae endémica de la isla de Socotora. Es la única especie del género Incana.

## Distribución y hábitat
Se encuentra únicamente en la isla de Socotora, frente a las costas del Cuerno de África. Su hábitat natural son de matorral tropical seco. Está amenazada por la pérdida de hábitat.